# ムーン・タイプ
ムーン・タイプ（Moon type）は、19世紀なかばにイギリスのウィリアム・ムーンによって発明された視覚障害者用文字の一種である。主に英語圏で使用されるが、あまり普及しているとは言えない。
点字と同様に凹凸によって表現するが、点字とは異なって直線や円弧を基本としている。

## 由来
ウィリアム・ムーン(1818-1894)は4歳のときに猩紅熱に罹患して片目の視力を失い、もう一方の目の視力も大幅に失われた。視力はその後も回復せず、1840年には全盲になった。ムーンは当時の盲人用の文字をいくつか学び、また自らも教えたが、それらが複雑すぎて教育が困難であると考え、1845年に自ら考案した文字を発表した。ムーンの文字はラテン文字の大文字を簡易化した形をしており、行は牛耕式に進む。ムーンは友人の助けを借りてこの文字による活字を作り、月刊誌を創刊した。1848年には聖書をこの文字で出版する事業を開始したが、生前には完成しなかった。ムーンはまた英語以外の言語にもこの文字を応用し、476の言語による「主の祈り」を出版した。
ムーン・タイプが発明されたとき、すでにフランスでブライユ式の点字が発明されて16年がたっていたが、まだイギリスには伝わっていなかった。

## 構造
ムーン・タイプの各文字は26のラテン文字、句読点、数字などを表す。筆画は簡単な直線や曲線の組み合わせによってできており、ラテン文字から連想しやすくなっている。たとえば「∨」の形はそのままvを表し、それを右に90度傾けた「<」はkを、左に90度傾けた「>」はxを、180度回転した「∧」はaを表す。
点字よりも文字が大きく、またラテン文字からの連想が働きやすいため、文字が読めるようになってから視力を失った人や、指先の感覚が鈍い人に向いている。その一方で字が大きいために本が厚くなりすぎる傾向があり、また点字と比べて普及度が低く、イギリス以外ではほとんど使われないために読める文献が限られるなどの欠点がある。
|  |

## コンピューター
アメリカ合衆国のダックスベリー社の点訳ソフトウェアであるDBT(Daxbury Braille Translator)はムーン・タイプをサポートしている。
今のところムーン・タイプはUnicodeに存在しないが、追加多言語面に追加する案が提出されている。